# Санта Марија дељи Анђели (Перуђа)
Санта Марија дељи Анђели је насеље у Италији у округу Перуђа, региону Умбрија.
Према процени из 2011. у насељу је живело 7719 становника. Насеље се налази на надморској висини од 214 м.

## Партнерски градови
- Лос Анђелес